# West Indies Cricket Team in Australien in der Saison 1979/80
Die Tour des West Indies Cricket Teams nach Australien in der Saison 1979/80 fand vom 1. Dezember 1979 bis zum 30. Januar 1980 statt. Die internationale Cricket-Tour war Bestandteil der Internationalen Cricket-Saison 1979/80 und umfasste drei Tests. Die West Indies gewannen die Test-Serie 2–0.

## Vorgeschichte
Beide Mannschaften spielten parallel zusammen mit England in einem Drei-Nationen-Turnier.
Das letzte Aufeinandertreffen der beiden Mannschaften bei einer Tour fand in der Saison 1977/78 in den West Indies statt.

## Stadien
Die folgenden Stadien wurden für die Tour als Austragungsort vorgesehen.
| Stadion                  | Stadt     | Kapazität | Spiele  |
| ------------------------ | --------- | --------- | ------- |
| Adelaide Oval            | Adelaide  | 53.583    | 3. Test |
| The Gabba                | Brisbane  | 42.000    | 1. Test |
| Melbourne Cricket Ground | Melbourne | 100.024   | 2. Test |

## Kaderlisten
| Test | Test |
| Australien | West Indies |
| --- | --- |
| - Greg Chappell (K) - Allan Border - Ray Bright - Ian Chappell - Geoff Dymock - Jim Higgs - Rodney Hogg - David Hookes - Kim Hughes - Bruce Laird - Dennis Lillee - Ashley Mallett - Rod Marsh (wk) - Rick McCosker - Len Pascoe - Jeff Thomson - Peter Toohey - Julien Wiener | - Clive Lloyd (K) - Deryck Murray (VK, wk) - Colin Croft - Joel Garner - Gordon Greenidge - Desmond Haynes - Michael Holding - Alvin Kallicharran - Collis King - Viv Richards - Andy Roberts - Lawrence Rowe |

## Tests

### Erster Test in Brisbane
| 1. – 5. Dezember Scorecard | Brisbane | Australien 268 (86.1) & 448-6d (166) | – | West Indies 441 (132.1) & 40-3 (14) |
|                            |          | Remis                                |   |                                     |

Die West Indies gewannen den Münzwurf und entschieden sich als Feldmannschaft zu beginnen.

### Zweiter Test in Melbourne
| 29. Dezember – 1. Januar Scorecard | Melbourne | Australien 156 (56.3) & 259 (86.4) | – | West Indies 397 (112.4) & 22-0 (7.2) |
|                                    |           | West Indies gewinnt mit 10 Wickets |   |                                      |

Australien gewann den Münzwurf und entschied sich als Schlagmannschaft zu beginnen.

### Dritter Test in Adelaide
| 26. – 30. Januar Scorecard | Adelaide | West Indies 328 (91.3) & 448 (126.5) | – | Australien 203 (73.5) & 165 (50) |
|                            |          | West Indies gewinnt mit 408 Runs     |   |                                  |

Australien gewann den Münzwurf und entschied sich als Feldmannschaft zu beginnen.